# Почти невероятная история
«Почти́ невероя́тная исто́рия» (эст. Peaaegu uskumatu lugu) — советский кукольный мультфильм режиссёра Эльберта Туганова, созданный в 1962 году на студии «Таллинфильм» при участии таллинской фабрики игрушек «Тегур».

## Сюжет
На мебельном предприятии «Роби и Ко» забастовка. Хозяин решает в одиночку работать у станков, но это ему не удаётся. Старый Роби в отчаянии ищет выход из положения. В газете он находит заметку, которая наводит его на мысль. С вертолёта ему спускают груз. В контейнере находятся обезьяны. И вот они встают за станки. Несмотря на то, что диваны, производимые обезьянами, мало похожи на мебель, по мнению Роби, это лучше, чем ничего. Хозяин доволен — предприятие процветает. Но однажды, давая угощение обезьянам, Роби отвлекается на телефонный звонок. «Рабочие» срываются с цепи. Хозяин, пытаясь собрать разбежавшихся обезьян, попадает на включённый конвейер. Развеселившиеся обезьяны запихивают его в новый диван, наклеивают на него знак качества и помещают в готовую продукцию.

## Создатели
- Режиссёр: Эльберт Туганов
- Сценарист: Хельми Тоомапоэг
- Оператор: Хейно Парс
- Художник: Георгий Щукин
- Аниматоры: Калью Курепыльд, Пеэтер Кюннапу, Евгения Леволь
- Звукорежиссёр: Кади Вихалем
- Монтаж: Хеди Калласмаа
- Редактор: Сильвия Кийк
- Директор: Антс Лооман[2]

## Критика
Стремясь всё полнее и глубже осознать художественные возможности мультипликации, Туганов обращается к сатире. Он ставит фильмы, в которых широко представлены гротеск, гипербола, всевозможные элементы пародии, эффектно обыгрываются абсурдные и парадоксальные ситуации. Так, в фильме «Почти невероятная история» одержимый идеей сверхприбыли фабрикант завода, выпускающего мебель, вместо объявивших забастовку рабочих решает нанять «живых роботов» — обезьян, которым по его представлениям в сущности ничего не нужно, кроме бананов.
— Асенин С. В. «Мир мультфильма»